# Кубок Гонконгу з футболу 2024—2025
Кубок Гонконгу з футболу 2024—2025 — 50-й розіграш кубкового футбольного турніру в Гонконзі. Титул вдруге поспіль здобув Істерн.

## Календар
| Раунд        | Дата              | Матчі | Клуби |
| ------------ | ----------------- | ----- | ----- |
| Перший раунд | 2 лютого 2025     | 1     | 9 → 8 |
| 1/4 фіналу   | 1-2 березня 2025  | 4     | 8 → 4 |
| 1/2 фіналу   | 19-20 квітня 2025 | 2     | 4 → 2 |
| Фінал        | 31 травня 2025    | 1     | 2 → 1 |

## Перший раунд
| Команда 1         | Рахунок | Команда 2     |
| ----------------- | ------- | ------------- |
| 2 лютого 2025     |         |               |
| Гонконг Рейнджерс | 2:1 дч  | Норт Дістрікт |

## 1/4 фіналу
| Команда 1      | Рахунок | Команда 2                  |
| -------------- | ------- | -------------------------- |
| 1 березня 2025 |         |                            |
| Кітчі          | 2:3 дч  | Тайпо                      |
| Лі Мен         | 1:2     | Гонконг Рейнджерс          |
| 2 березня 2025 |         |                            |
| Істерн         | 3:1     | Ковлун Сіті                |
| Гонконг ФК     | 2:0     | Саутерн Дістрікт Рекріейшн |

## 1/2 фіналу
| Команда 1      | Рахунок | Команда 2         |
| -------------- | ------- | ----------------- |
| 19 квітня 2025 |         |                   |
| Гонконг ФК     | 1:4     | Гонконг Рейнджерс |
| 20 квітня 2025 |         |                   |
| Тайпо          | 1:2 дч  | Істерн            |

## Фінал
| 31 травня 2025 10:00 (EEST) |

| Гонконг Рейнджерс | 1:3      | Істерн                    |
| ----------------- | -------- | ------------------------- |
| - Лау Чі Лок 9'   | Протокол | - Ноа Баффо 80', 81', 84' |

| Стадіон «Монг Кок», Монг Кок, Острів Гонконг Глядачів: 3 392 Арбітр: Там Пінг Вун |